# ماركو أوسوريو
ماركو أوسوريو (بالإسبانية: Marco Osorio)‏ هو لاعب كرة مضرب مكسيكي، ولد في 1 أبريل 1972 في مدينة مكسيكو في المكسيك.

## وصلات خارجية
- ماركو أوسوريو على موقع رابطة محترفي التنس (الإنجليزية)
- ماركو أوسوريو على موقع الاتحاد الدولي لكرة المضرب (الإنجليزية)
- ماركو أوسوريو على موقع كأس ديفيز (الإنجليزية)
- ماركو أوسوريو على موقع خلاصة التنس.كوم (الإنجليزية)